# Kongo-Kinshasas ambassad i Stockholm
Kongo-Kinshasas ambassad i Stockholm är Kongo-Kinshasas (Demokratiska republiken Kongos) beskickning till Sverige och Danmark. Den är belägen på Stjärnvägen 2 på Lidingö. Ambassadens beskickningschef är Melanie Tupa Paoni, som har titeln chargé d’affaires.

## Beskickningschefer
| Namn                 | Period | Funktion               | Anmärkning |
| -------------------- | ------ | ---------------------- | ---------- |
| Henri Mbayahe Ndungo | 2005–  | Chargé d'affaires a.i. |            |